# Sarnowo (Lidzbark Warmiński)

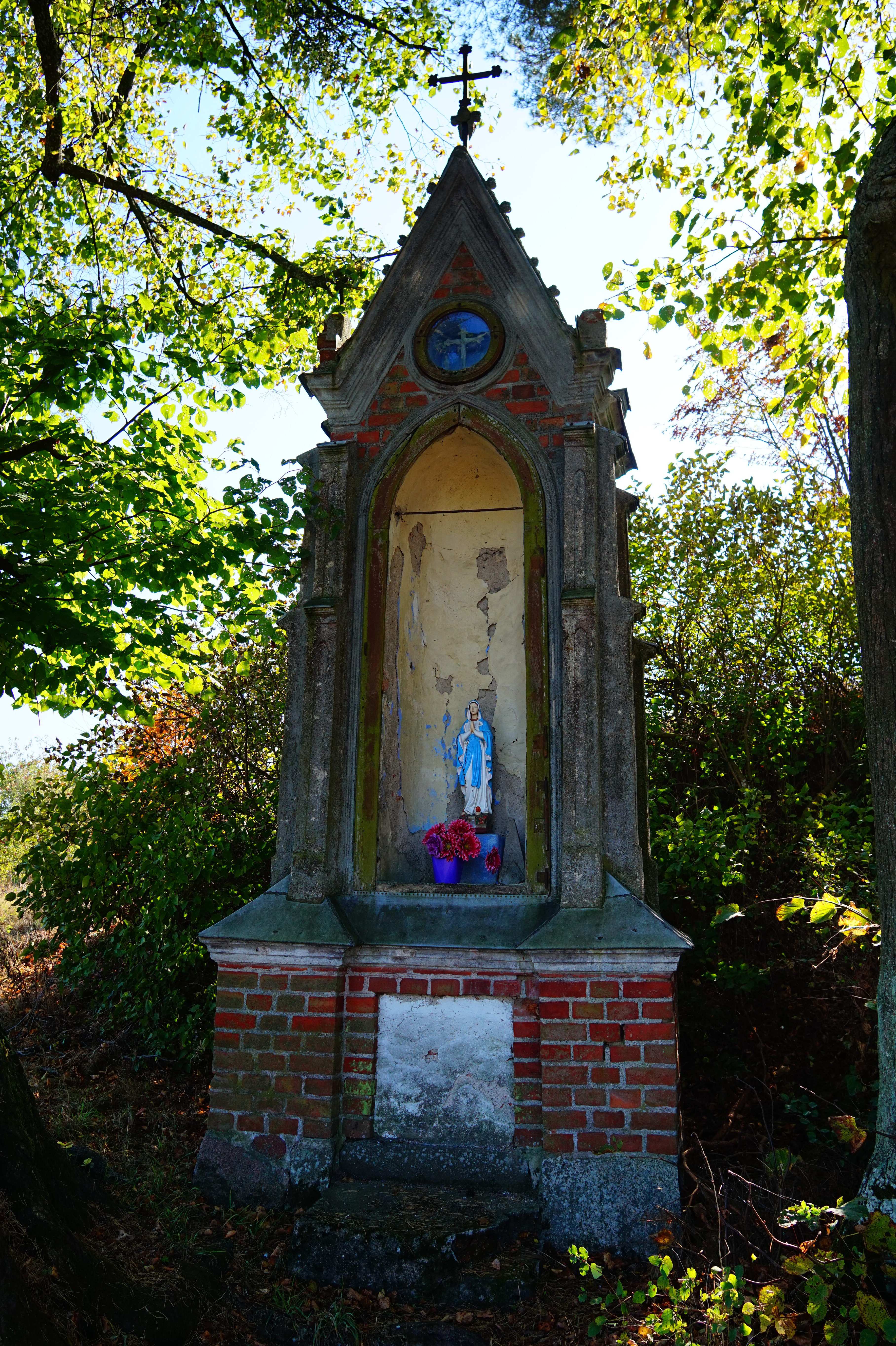
Bildstock in Sarnowo

Sarnowo (deutsch Rehagen) ist ein Ort in der polnischen Woiwodschaft Ermland-Masuren. Er gehört zur Landgemeinde Lidzbark Warmiński (Heilsberg) im Powiat Lidzbarski (Kreis Heilsberg).

## Geographische Lage
Sarnowo liegt im nöprdlichen Westen der Woiwodschaft Ermland-Masuren, fünf Kilometer östlich der Kreisstadt Lidzbark Warmiński (Heilsberg).

## Geschichte
Bei Rehagen handelte es sich um ein weit gestreutes Dorf. Im Jahre 1874 kam der Ort zum soeben gegründeten Amtsbezirk Heilsberg im ostpreußischen Kreis Heilsberg, Regierungsbezirk Königsberg.
324 Einwohner waren im Jahre 1910 in Rehagen gemeldet. Ihre Zahl belief sich im Jahre 1933 auf 326 und im Jahre 1939 auch 330.
In Kriegsfolge kam das gesamte südliche Ostpreußen 1945 zu Polen. Rehagen erhielt die polnische Namensform „Sarnowo“ und ist heute eine Ortschaft im Verbund der Gmina Lidzbark Warmiński (Landgemeinde Heilsberg) im Powiat Lidzbarski (Kreis Heilsberg), von 1975 bis 1998 der Woiwodschaft Olsztyn, seither der Woiwodschaft Ermland-Masuren zugehörig. Im Jahre 2021 zählte Sarnowo 124 Einwohner.

## Religion
Sarnowo gehört heute wie bereits Rehagen vor 1945 zur römisch-katholischen Pfarrei Lidzbark Warmiński, jetzt im Erzbistum Ermland gelegen.
Bis 1945 war Rehagen auch in die evangelische Kirche Heilsberg in der Kirchenprovinz Ostpreußen der Kirche der Altpreußischen Union eingegliedert. Heute ist Sarnowo der Diözese Masuren der Evangelisch-Augsburgischen Kirche in Polen zugeordnet.

## Verkehr
Sarnowo liegt an einer Nebenstraße, die nördlich der Stadt Lidzbark Warmiński von der polnischen Landesstraße 51 (hier im Abschnitt der einst deutschen Reichsstraße 142) abzweigt und nach Klejdyty (Kleiditten) führt.
Von 1905 bis 1945 war Rehagen Bahnstation. Das Dorf lag an der Bahnstrecke Schlobitten–Wormditt–Bischdorf–Rastenburg–Angerburg, die heute nicht mehr existiert.